# Ґедзь польовий
Ґедзь польовий (Atylotus rusticus) — вид гедзів з роду Atylotus (світлоокі гедзі), поширений в Європі, Азії і Північній Африці.
Ґедзь належить до групи комах з повним перетворенням. Є комахою з довжиною тіла 1,2-1,6 сантиметри. Забарвлення тіла блакитно-сірого або жовтого відтінку, на черевці є світлі волоски, очі жовто-вохряні або світло-зелені. Середні і задні лапки комахи мають бурий колір. Самці живляться нектаром квітів. Личинки польового ґедзя мешкають обабіч водойм, нерідко попід мохом або серед коренів осок.